# Fedjefjorden
El  Fedjefjorden es un fiordo de la provincia de Hordaland, Noruega. Está en los municipios de Fedje, Austrheim y Øygarden. Tiene un ancho de 5 km y se extiende unos 20 km desde el faro de Holmengrå (en el norte) hasta la isla de Seløy (en el sur), en donde se une con el Hjeltefjorden y fluye en dirección hacia Bergen.
Hay numerosas islas e islotes en el fiordo. La isla de Fedje está en el lado oeste, mientras que Fosnøyna y Radøy están en el este. Al sur de Fedje, el fiordo se dirige al océano pasando a través del estrecho de Fedjeosen.